# Paul Ince
Paul Emerson Carlyle Ince (Ilford, 21 ottobre 1967) è un allenatore di calcio ed ex calciatore inglese, di ruolo centrocampista.
Ha giocato a livello professionistico dal 1985 al 2007, iniziando la sua carriera con il West Ham Utd e raggiungendo poi i maggiori successi nelle file del Manchester Utd. Dopo un'esperienza in Serie A con l'Inter, è tornato in Inghilterra per la seconda parte di carriera militando nel Liverpool, nel Middlesbrough e nel Wolverhampton, prima di chiudere con l'agonismo con delle brevi comparsate con Swindon Town e Macclesfield Town.
Con un totale di 271 presenze nel campionato inglese, Ince è uno dei pochi calciatori, soprattutto nell'epoca della Premier League, ad aver giocato la classica Liverpool-Manchester Utd con entrambe le maglie.
Nel 1993 divenne il primo calciatore di colore a essere nominato capitano della nazionale inglese.

## Biografia
Ha due figli, tra cui Tom il quale ha seguito le orme paterne divenendo a sua volta un calciatore professionista.
Ince è zio della cantante Rochelle Humes e cugino dei calciatori Clayton Ince e Rohan Ince.

## Caratteristiche tecniche

### Giocatore
Era un centrocampista grintoso e tenace, abile a intervenire in tackle.

## Carriera

### Giocatore

#### Club

Ince in azione all' nel 1996, nel corso del derby di Milano, contrastato dai rossoneri Davids e Baresi.

Nell'arco di ventidue anni trascorsi nel calcio professionistico, dal 1985 al 2007 ha giocato in otto squadre diverse. Cresciuto nel West Ham Utd, dopo gli esordi con gli Hammers ha legato la sua carriera principalmente al Manchester Utd, club in cui ha militato dal 1989 al 1995, vincendo sotto la guida di Alex Ferguson numerosi trofei sia in Inghilterra sia in Europa.
Chiusa l'esperienza con i Red Devils, ha vestito per un biennio la maglia dell'Inter, che lo acquistò dai mancuniani per 13,5 miliardi di lire. Dopo un avvio poco brillante agli ordini del tecnico Ottavio Bianchi, con l'arrivo del connazionale Roy Hodgson sulla panchina nerazzurra si affermò come pilastro del centrocampo della squadra; ciò nonostante mal convisse con l'ambiente calcistico italiano, soprattutto poiché fatto vittima di reiterati cori e insulti razzisti.
Dopo due anni a Milano, nell'estate 1997 tornò in Inghilterra per circa 12 milardi di lire, prettamente per ragioni familiari. Trascorse dapprima due stagioni nel Liverpool e poi, a cavallo degli anni 1990 e 2000, un triennio nel Middlesbrough. Quindi seguì un quadriennio nelle file del Wolverhampton, dal 2002 al 2006, prima di lasciare l'attività agonistica nel 2007 dopo due effimere esperienze con Swindon Town e Macclesfield Town, in quest'ultimo caso nel doppio ruolo di giocatore-allenatore.

#### Nazionale
Ha vestito la maglia della nazionale inglese – di cui è stato il primo capitano di colore della storia – in 53 occasioni, siglando 2 gol.

Ince capitano dell' nel 1997, in campo contro l' nonostante la testa fasciata e la maglia insanguinata, nelle qualificazioni al.

Ha partecipato al Mondiale di Francia 1998, dove l'Inghilterra si arrese all'Argentina agli ottavi di finale, dopo i tiri di rigore: nell'occasione, Ince fu uno dei due inglesi a fallire il proprio penalty, respinto da Carlos Roa. Ha inoltre preso parte agli Europei di Inghilterra 1996 dove colse il suo migliore risultato coi Tre Leoni, raggiungendo le semifinali da cui venne eliminato, ancora ai tiri dal dischetto, dai futuri campioni della Germania, e a quelli più deludenti di Belgio-Paesi Bassi 2000, chiusi al primo turno.

### Allenatore
Il 23 ottobre 2006 il Macclesfield Town ha annunciato l'ingaggio di Ince per il ruolo di allenatore-giocatore. Entrato a far parte ufficialmente dei Silkmen solo nel gennaio 2007 (in quanto il suo cartellino risultava ancora di proprietà dello Swindon Town), si è messo subito in luce per le sue doti di allenatore portando alla salvezza una squadra che si trovava in piena zona retrocessione. Nel gennaio 2007 è stato nominato "manager del mese" di dicembre della Football League Two.
Il 25 giugno 2007 è stato ufficializzato l'ingaggio di Ince (assieme al suo secondo Ray Mathias e al preparatore atletico Duncan Russell) da parte dell'MK Dons. Nel successivo settembre i Dons hanno raggiunto la testa della classifica, e molti club iniziarono a interessarsi a Ince; tra ottobre e novembre dello stesso anno, lo stesso Paul ha smentito di essere stato contattato da squadre di Premier League e Championship.
Ince è stato nuovamente nominato "manager del mese" della Football League Two nell'ottobre e nel dicembre 2007. Per sostituire Mark Hughes, passato al Manchester City, la dirigenza del Blackburn Rovers ha affidato l'incarico a Ince, alla sua prima esperienza significativa da allenatore. Dopo 17 giornate e la penultima posizione in campionato (solo 13 punti), il tecnico è stato esonerato dai Rovers a seguito di 6 sconfitte consecutive tra campionato e coppa.
Il 3 luglio 2009 è tornato a Milton Keynes, ma ha lasciato l'incarico a fine stagione. Nell'ottobre 2010 ha accettato la panchina del Notts County, ma il 4 aprile 2011, in seguito a 5 sconfitte consecutive (di cui l'ultima per 2-0 contro l'Oldham Athletic), ha deciso di rescindere consensualmente il suo contratto. Nel febbraio 2013, dopo due anni dall'ultimo incarico, è ritornato a sedere in panchina firmando con il Blackpool, club di Championship in cui peraltro gioca il figlio Tom.
Dopo vari anni lontano dalla panchina, nel febbraio 2022 subentra ad interim alla guida del Reading, nella Football League Championship, riuscendo nelle settimane seguenti a traghettare il club alla salvezza. A fine campionato viene confermato in pianta stabile sulla panchina dei Royals.

## Statistiche

### Presenze e reti nei club
Statistiche aggiornate al 16 settembre 2016.
| Stagione              | Squadra               | Campionato            | Campionato | Campionato | Coppe nazionali | Coppe nazionali | Coppe nazionali | Coppe continentali | Coppe continentali | Coppe continentali | Altre coppe | Altre coppe | Altre coppe | Totale | Totale |
| Stagione              | Squadra               | Comp                  | Pres       | Reti       | Comp            | Pres            | Reti            | Comp               | Pres               | Reti               | Comp        | Pres        | Reti        | Pres   | Reti   |
| --------------------- | --------------------- | --------------------- | ---------- | ---------- | --------------- | --------------- | --------------- | ------------------ | ------------------ | ------------------ | ----------- | ----------- | ----------- | ------ | ------ |
| 1986-1987             | West Ham Utd          | FD                    | 10         | 1          | FACup           | 1               | 0               | -                  | -                  | -                  | -           | -           | -           | 11     | 1      |
| 1987-1988             | West Ham Utd          | FD                    | 28         | 3          | FACup           | 1               | 0               | -                  | -                  | -                  |             | -           | -           | 29     | 3      |
| 1988-1989             | West Ham Utd          | FD                    | 33         | 3          | FACup+CdL       | 1+2             | 0+0             | -                  | -                  | -                  | -           | -           | -           | 36     | 3      |
| lug.-set. 1989        | West Ham Utd          | SD                    | 1          | 0          | FACup+CdL       | 7+6             | 1+3             | -                  | -                  | -                  | -           | -           | -           | 14     | 4      |
| Totale West Ham Utd   | Totale West Ham Utd   | Totale West Ham Utd   | 72         | 7          |                 | 19              | 4               |                    | -                  | -                  |             | -           | -           | 91     | 11     |
| set. 1989-1990        | Manchester Utd        | FD                    | 26         | 0          | FACup+CdL       | 7+3             | 0+2             | CdC                | 0                  | 0                  | -           | -           | -           | 36     | 2      |
| 1990-1991             | Manchester Utd        | FD                    | 31         | 3          | FACup+CdL       | 2+6             | 0+0             | CdC                | 7                  | 0                  | CS          | 1           | 0           | 47     | 3      |
| 1991-1992             | Manchester Utd        | FD                    | 33         | 3          | FACup+CdL       | 3+7             | 0+0             | CdC                | 3                  | 0                  | SU          | 1           | 0           | 47     | 3      |
| 1992-1993             | Manchester Utd        | PL                    | 41         | 6          | FACup+CdL       | 2+3             | 0+0             | CU                 | 1                  | 0                  | -           | -           | -           | 47     | 6      |
| 1993-1994             | Manchester Utd        | PL                    | 39         | 8          | FACup+CdL       | 7+5             | 1+0             | UCL                | 4                  | 0                  | CS          | 1           | 0           | 56     | 9      |
| 1994-1995             | Manchester Utd        | PL                    | 36         | 5          | FACup+CdL       | 6+0             | 0+0             | UCL                | 5                  | 0                  | CS          | 1           | 1           | 48     | 6      |
| Totale Manchester Utd | Totale Manchester Utd | Totale Manchester Utd | 206        | 25         |                 | 51              | 3               |                    | 20                 | 0                  |             | 4           | 1           | 281    | 29     |
| 1995-1996             | Inter                 | A                     | 30         | 3          | CI              | 5               | 0               | CU                 | 0                  | 0                  | -           | -           | -           | 35     | 3      |
| 1996-1997             | Inter                 | A                     | 24         | 7          | CI              | 4               | 2               | CU                 | 10                 | 1                  | -           | -           | -           | 38     | 10     |
| Totale Inter          | Totale Inter          | Totale Inter          | 54         | 10         |                 | 9               | 2               |                    | 10                 | 1                  |             | -           | -           | 73     | 13     |
| 1997-1998             | Liverpool             | PL                    | 31         | 8          | FACup+CdL       | 1+4             | 0+0             | CU                 | 4                  | 0                  | -           | -           | -           | 40     | 8      |
| 1998-1999             | Liverpool             | PL                    | 34         | 6          | FACup+CdL       | 2+2             | 1+1             | CU                 | 3                  | 1                  | -           | -           | -           | 41     | 9      |
| Totale Liverpool      | Totale Liverpool      | Totale Liverpool      | 65         | 14         |                 | 9               | 2               |                    | 7                  | 1                  |             | -           | -           | 81     | 17     |
| 1999-2000             | Middlesbrough         | PL                    | 32         | 3          | FACup+CdL       | 0+3             | 0+1             | -                  | -                  | -                  | -           | -           | -           | 35     | 4      |
| 2000-2001             | Middlesbrough         | PL                    | 30         | 2          | FACup+CdL       | 3+3             | 0+0             | -                  | -                  | -                  | -           | -           | -           | 36     | 2      |
| 2001-2002             | Middlesbrough         | PL                    | 31         | 2          | FACup+Cdl       | 4+0             | 1+0             | -                  | -                  | -                  | -           | -           | -           | 35     | 3      |
| Totale Middlesbrough  | Totale Middlesbrough  | Totale Middlesbrough  | 93         | 7          |                 | 13              | 2               |                    | -                  | -                  |             | -           | -           | 106    | 9      |
| 2002-2003             | Wolverhampton         | FD                    | 37+3       | 2+0        | FACup+CdL       | 3+2             | 1+0             | -                  | -                  | -                  | -           | -           | -           | 45     | 3      |
| 2003-2004             | Wolverhampton         | PL                    | 32         | 2          | FACup+CdL       | 1+2             | 0+0             | -                  | -                  | -                  | -           | -           | -           | 35     | 2      |
| 2004-2005             | Wolverhampton         | FLC                   | 28         | 3          | FACup+CdL       | 2+1             | 0+1             | -                  | -                  | -                  | -           | -           | -           | 31     | 4      |
| 2005-2006             | Wolverhampton         | FLC                   | 18         | 3          | FACup+CdL       | 2+0             | 0+0             | -                  | -                  | -                  | -           | -           | -           | 20     | 3      |
| Totale Wolverhampton  | Totale Wolverhampton  | Totale Wolverhampton  | 115        | 10         |                 | 13              | 2               |                    | -                  | -                  |             | 3           | 0           | 131    | 12     |
| lug.-ott. 2006        | Swindon Town          | FL2                   | 3          | 0          | FACup+CdL       | 0+0             | 0+0             | -                  | -                  | -                  | -           | -           | -           | 3      | 0      |
| ott. 2006-2007        | Macclesfield Town     | FL2                   | 1          | 0          | FACup+CdL       | -               | -               | -                  | -                  | -                  | -           | -           | -           | 1      | 0      |
| Totale carriera       | Totale carriera       | Totale carriera       | 609+3      | 73         |                 | 114             | 15              |                    | 37                 | 2                  |             | 4           | 1           | 767    | 91     |

### Cronologia presenze e reti in nazionale
| Cronologia completa delle presenze e delle reti in nazionale ― Inghilterra | Cronologia completa delle presenze e delle reti in nazionale ― Inghilterra | Cronologia completa delle presenze e delle reti in nazionale ― Inghilterra | Cronologia completa delle presenze e delle reti in nazionale ― Inghilterra | Cronologia completa delle presenze e delle reti in nazionale ― Inghilterra | Cronologia completa delle presenze e delle reti in nazionale ― Inghilterra | Cronologia completa delle presenze e delle reti in nazionale ― Inghilterra | Cronologia completa delle presenze e delle reti in nazionale ― Inghilterra |
| Data                                                                       | Città                                                                      | In casa                                                                    | Risultato                                                                  | Ospiti                                                                     | Competizione                                                               | Reti                                                                       | Note                                                                       |
| -------------------------------------------------------------------------- | -------------------------------------------------------------------------- | -------------------------------------------------------------------------- | -------------------------------------------------------------------------- | -------------------------------------------------------------------------- | -------------------------------------------------------------------------- | -------------------------------------------------------------------------- | -------------------------------------------------------------------------- |
| 9-9-1992                                                                   | Santander                                                                  | Spagna                                                                     | 1 – 0                                                                      | Inghilterra                                                                | Amichevole                                                                 | -                                                                          |                                                                            |
| 14-10-1992                                                                 | Londra                                                                     | Inghilterra                                                                | 1 – 1                                                                      | Norvegia                                                                   | Qual. Mondiali 1994                                                        | -                                                                          | 37’                                                                        |
| 18-11-1992                                                                 | Londra                                                                     | Inghilterra                                                                | 4 – 0                                                                      | Turchia                                                                    | Qual. Mondiali 1994                                                        | -                                                                          |                                                                            |
| 31-3-1993                                                                  | Smirne                                                                     | Turchia                                                                    | 0 – 2                                                                      | Inghilterra                                                                | Qual. Mondiali 1994                                                        | -                                                                          |                                                                            |
| 28-4-1993                                                                  | Londra                                                                     | Inghilterra                                                                | 2 – 2                                                                      | Paesi Bassi                                                                | Qual. Mondiali 1994                                                        | -                                                                          |                                                                            |
| 29-5-1993                                                                  | Chorzów                                                                    | Polonia                                                                    | 1 – 1                                                                      | Inghilterra                                                                | Qual. Mondiali 1994                                                        | -                                                                          | 70’                                                                        |
| 9-6-1993                                                                   | Foxborough                                                                 | Stati Uniti                                                                | 2 – 0                                                                      | Inghilterra                                                                | U.S. Cup 1993                                                              | -                                                                          | Cap.                                                                       |
| 13-6-1993                                                                  | Washington                                                                 | Brasile                                                                    | 1 – 1                                                                      | Inghilterra                                                                | U.S. Cup 1993                                                              | -                                                                          | Cap. 68’                                                                   |
| 19-6-1993                                                                  | Pontiac                                                                    | Germania                                                                   | 2 – 1                                                                      | Inghilterra                                                                | U.S. Cup 1993                                                              | -                                                                          |                                                                            |
| 8-9-1993                                                                   | Londra                                                                     | Inghilterra                                                                | 3 – 0                                                                      | Polonia                                                                    | Qual. Mondiali 1994                                                        | -                                                                          |                                                                            |
| 13-10-1993                                                                 | Rotterdam                                                                  | Paesi Bassi                                                                | 2 – 0                                                                      | Inghilterra                                                                | Qual. Mondiali 1994                                                        | -                                                                          | 62’                                                                        |
| 17-11-1993                                                                 | Serravalle                                                                 | San Marino                                                                 | 1 – 7                                                                      | Inghilterra                                                                | Qual. Mondiali 1994                                                        | 2                                                                          |                                                                            |
| 9-3-1994                                                                   | Londra                                                                     | Inghilterra                                                                | 1 – 0                                                                      | Danimarca                                                                  | Amichevole                                                                 | -                                                                          | 67’                                                                        |
| 22-5-1994                                                                  | Londra                                                                     | Inghilterra                                                                | 0 – 0                                                                      | Norvegia                                                                   | Amichevole                                                                 | -                                                                          | 77’                                                                        |
| 12-10-1994                                                                 | Londra                                                                     | Inghilterra                                                                | 1 – 1                                                                      | Romania                                                                    | Amichevole                                                                 | -                                                                          |                                                                            |
| 15-2-1995                                                                  | Dublino                                                                    | Irlanda                                                                    | 1 – 0                                                                      | Inghilterra                                                                | Amichevole                                                                 | -                                                                          |                                                                            |
| 27-3-1996                                                                  | Londra                                                                     | Inghilterra                                                                | 1 – 0                                                                      | Bulgaria                                                                   | Amichevole                                                                 | -                                                                          |                                                                            |
| 24-4-1996                                                                  | Londra                                                                     | Inghilterra                                                                | 0 – 0                                                                      | Croazia                                                                    | Amichevole                                                                 | -                                                                          |                                                                            |
| 18-5-1996                                                                  | Londra                                                                     | Inghilterra                                                                | 3 – 0                                                                      | Ungheria                                                                   | Amichevole                                                                 | -                                                                          | 65’                                                                        |
| 8-6-1996                                                                   | Londra                                                                     | Inghilterra                                                                | 1 – 1                                                                      | Svizzera                                                                   | Euro 1996 - 1º turno                                                       | -                                                                          |                                                                            |
| 15-6-1996                                                                  | Londra                                                                     | Scozia                                                                     | 0 – 2                                                                      | Inghilterra                                                                | Euro 1996 - 1º turno                                                       | -                                                                          | 68’ 80’                                                                    |
| 18-6-1996                                                                  | Londra                                                                     | Paesi Bassi                                                                | 1 – 4                                                                      | Inghilterra                                                                | Euro 1996 - 1º turno                                                       | -                                                                          | 43’ 68’                                                                    |
| 26-6-1996                                                                  | Londra                                                                     | Germania                                                                   | 0 – 0 dts (7 – 6 dtr)                                                      | Inghilterra                                                                | Euro 1996 - Semifinale                                                     | -                                                                          |                                                                            |
| 1-9-1996                                                                   | Chișinău                                                                   | Moldavia                                                                   | 0 – 3                                                                      | Inghilterra                                                                | Qual. Mondiali 1998                                                        | -                                                                          | 66’                                                                        |
| 9-10-1996                                                                  | Londra                                                                     | Inghilterra                                                                | 2 – 1                                                                      | Polonia                                                                    | Qual. Mondiali 1998                                                        | -                                                                          |                                                                            |
| 9-11-1996                                                                  | Tbilisi                                                                    | Georgia                                                                    | 0 – 2                                                                      | Inghilterra                                                                | Qual. Mondiali 1998                                                        | -                                                                          |                                                                            |
| 12-2-1997                                                                  | Londra                                                                     | Inghilterra                                                                | 0 – 1                                                                      | Italia                                                                     | Qual. Mondiali 1998                                                        | -                                                                          |                                                                            |
| 29-3-1997                                                                  | Londra                                                                     | Inghilterra                                                                | 2 – 0                                                                      | Messico                                                                    | Amichevole                                                                 | -                                                                          | Cap.                                                                       |
| 30-4-1997                                                                  | Londra                                                                     | Inghilterra                                                                | 2 – 0                                                                      | Georgia                                                                    | Qual. Mondiali 1998                                                        | -                                                                          | 88’                                                                        |
| 31-5-1997                                                                  | Chorzów                                                                    | Polonia                                                                    | 0 – 2                                                                      | Inghilterra                                                                | Qual. Mondiali 1998                                                        | -                                                                          | 11’                                                                        |
| 4-6-1997                                                                   | Nantes                                                                     | Inghilterra                                                                | 2 – 0                                                                      | Italia                                                                     | Torneo di Francia                                                          | -                                                                          | Cap. 84’                                                                   |
| 7-6-1997                                                                   | Montpellier                                                                | Francia                                                                    | 0 – 1                                                                      | Inghilterra                                                                | Torneo di Francia                                                          | -                                                                          | 46’                                                                        |
| 10-6-1997                                                                  | Parigi                                                                     | Inghilterra                                                                | 0 – 1                                                                      | Brasile                                                                    | Torneo di Francia                                                          | -                                                                          |                                                                            |
| 11-10-1997                                                                 | Roma                                                                       | Italia                                                                     | 0 – 0                                                                      | Inghilterra                                                                | Qual. Mondiali 1998                                                        | -                                                                          | Cap.                                                                       |
| 15-11-1997                                                                 | Londra                                                                     | Inghilterra                                                                | 2 – 0                                                                      | Camerun                                                                    | Amichevole                                                                 | -                                                                          | Cap.                                                                       |
| 11-2-1998                                                                  | Londra                                                                     | Inghilterra                                                                | 0 – 2                                                                      | Cile                                                                       | Amichevole                                                                 | -                                                                          | 62’                                                                        |
| 25-3-1998                                                                  | Berna                                                                      | Svizzera                                                                   | 1 – 1                                                                      | Inghilterra                                                                | Amichevole                                                                 | -                                                                          |                                                                            |
| 22-4-1998                                                                  | Londra                                                                     | Inghilterra                                                                | 3 – 0                                                                      | Portogallo                                                                 | Amichevole                                                                 | -                                                                          |                                                                            |
| 27-5-1998                                                                  | Casablanca                                                                 | Marocco                                                                    | 0 – 1                                                                      | Inghilterra                                                                | Trofeo di calcio Hassan II 1998                                            | -                                                                          | Cap.                                                                       |
| 15-6-1998                                                                  | Marsiglia                                                                  | Inghilterra                                                                | 2 – 0                                                                      | Tunisia                                                                    | Mondiali 1998 - 1º turno                                                   | -                                                                          |                                                                            |
| 22-6-1998                                                                  | Tolosa                                                                     | Romania                                                                    | 2 – 1                                                                      | Inghilterra                                                                | Mondiali 1998 - 1º turno                                                   | -                                                                          | 32’                                                                        |
| 26-6-1998                                                                  | Lens                                                                       | Colombia                                                                   | 0 – 2                                                                      | Inghilterra                                                                | Mondiali 1998 - 1º turno                                                   | -                                                                          | 83’                                                                        |
| 30-6-1998                                                                  | Saint-Etienne                                                              | Argentina                                                                  | 2 – 2 dts (6 – 5 dtr)                                                      | Inghilterra                                                                | Mondiali 1998 - Ottavi di finale                                           | -                                                                          | 10’                                                                        |
| 5-9-1998                                                                   | Solna                                                                      | Svezia                                                                     | 2 – 1                                                                      | Inghilterra                                                                | Qual. Euro 2000                                                            | -                                                                          | 66’, 67’                                                                   |
| 10-2-1999                                                                  | Londra                                                                     | Inghilterra                                                                | 0 – 2                                                                      | Francia                                                                    | Amichevole                                                                 | -                                                                          |                                                                            |
| 10-10-1999                                                                 | Sunderland                                                                 | Inghilterra                                                                | 2 – 1                                                                      | Belgio                                                                     | Amichevole                                                                 | -                                                                          |                                                                            |
| 13-11-1999                                                                 | Glasgow                                                                    | Scozia                                                                     | 0 – 2                                                                      | Inghilterra                                                                | Qual. Euro 2000                                                            | -                                                                          | 76’                                                                        |
| 17-11-1999                                                                 | Londra                                                                     | Inghilterra                                                                | 0 – 1                                                                      | Scozia                                                                     | Qual. Euro 2000                                                            | -                                                                          | 43’                                                                        |
| 27-5-2000                                                                  | Londra                                                                     | Inghilterra                                                                | 1 – 1                                                                      | Brasile                                                                    | Amichevole                                                                 | -                                                                          | 60’                                                                        |
| 3-6-2000                                                                   | Attard                                                                     | Malta                                                                      | 1 – 2                                                                      | Inghilterra                                                                | Amichevole                                                                 | -                                                                          | 68’                                                                        |
| 12-6-2000                                                                  | Eindhoven                                                                  | Portogallo                                                                 | 3 – 2                                                                      | Inghilterra                                                                | Euro 2000 - 1º turno                                                       | -                                                                          | 44’                                                                        |
| 17-6-2000                                                                  | Charleroi                                                                  | Inghilterra                                                                | 1 – 0                                                                      | Germania                                                                   | Euro 2000 - 1º turno                                                       | -                                                                          |                                                                            |
| 20-6-2000                                                                  | Londra                                                                     | Inghilterra                                                                | 2 – 3                                                                      | Romania                                                                    | Euro 2000 - 1º turno                                                       | -                                                                          |                                                                            |
| Totale                                                                     |                                                                            | Presenze                                                                   | 53                                                                         |                                                                            | Reti                                                                       | 2                                                                          |                                                                            |

## Palmarès

### Giocatore

#### Club

##### Competizioni nazionali
- Coppa d'Inghilterra: 2

Manchester Utd: 1989-1990, 1993-1994
- Charity Shield: 3

Manchester Utd: 1990, 1993, 1994
- Coppa di Lega inglese: 1

Manchester Utd: 1991-1992
- Campionato inglese: 2

Manchester Utd: 1992-1993, 1993-1994
- First Division play-off:1

Wolverhampton: 2002-2003

##### Competizioni internazionali
- Coppa delle Coppe: 1

Manchester Utd: 1990-1991
- Supercoppa UEFA: 1

Manchester Utd: 1991

### Allenatore

#### Club

##### Competizioni nazionali
- Football League Two: 1

MK Dons: 2007-2008
- Football League Trophy: 1

MK Dons: 2007-2008